# قائمة زملاء الجمعية الملكية المنتخبين في 1796
هذه الصفحة تعرض قائمة زملاء الجمعية الملكية المُنتخبين لعام 1796.

## الزملاء
- William Howley [الإنجليزية]‏
- William Larkins [الإنجليزية]‏
- George Annesley, 2nd Earl of Mountnorris [الإنجليزية]‏
- ويليام لاكس
- John Abernethy (surgeon) [الإنجليزية]‏
- جون هيلينز
- Thomas Osbert Mordaunt [الإنجليزية]‏
- خوسيه كوريا دا سيرا
- Samuel Rogers [الإنجليزية]‏
- إدوارد ريو